# Matti Boustedt
Matti Boustedt, född 2 februari 1974 i Katarina församling, Stockholm, är en svensk skådespelare. Han är son till musikern och skådespelaren Christer Boustedt och Paula Brandt.
Han har mest medverkat i biroller i olika filmer och TV-serier.

## Filmografi
- 1985 – 1985. Vad hände katten i råttans år? (röst)
- 1985 – Rörande granars inverkan på människors sinnesfrid
- 1994 – Polismördaren
- 1995 – Please Send Me Someone to Love (kortfilm)
- 1995 – Stannar du så springer jag
- 1995 – Rederiet (TV-serie)
- 1999 – Bullen (TV-serie)
- 2006 – Di Leva's Free Life
- 2007 – Ove & Ralf (kortfilm)
- 2007 – Teater Pseudo – Sex (kortfilm)
- 2007 – Nsyndrome: Missing Amish (kortfilm)
- 2007 – Du ska inte tro att du är något! (kortfilm)
- 2009 – Sofie (kortfilm)
- 2009 – Tokyo Torpedo (kortfilm)
- 2009 – Vexator (kortfilm)
- 2009 – Gräva där en står (kortfilm)
- 2009 – Angustia (kortfilm)
- 2009 – Flame Beings
- 2009 – Syndabocken (kortfilm)
- 2009 – Smokey (kortfilm)
- 2009 – Tjuvgodis (kortfilm)
- 2010 – Sensommar
- 2011 – Purgatory and Redemption (kortfilm)
- 2011 – Strangers (kortfilm)
- 2011 – Flickan med videokameran
- 2012 – Residue (spel, röst)
- 2012 – Den sista dokusåpan (TV-serie)
- 2012 – Solsidan (TV-serie)
- 2015 – Jönssonligan - Den perfekta stöten
- 2016 – Beck – Gunvald
- 2018 – Gräns
- 2018 – Draug
- 2019 – Mareld
- 2021 – Den osannolika mördaren (TV-serie)

### Fotnoter
1. ↑  ”Matti Boustedt”. Svensk Filmdatabas. http://sfi.se/sv/svensk-filmdatabas/Item/?type=PERSON&itemid=216182&ref=%2ftemplates%2fSwedishFilmSearchResult.aspx%3fid%3d1225%26epslanguage%3dsv%26searchword%3dMatti+Boustedt%26type%3dPerson%26match%3dBegin%26page%3d1%26prom%3dFalse. Läst 21 oktober 2012.
2. ↑  Matti Boustedt på IMDb